# 1,3,5-三硫雜環己烷
1,3,5-三硫雜環己烷是一種含硫六元雜環化合物，化學式為(CH
2S)
3。此分子為硫代甲醛的三聚體，以甲基化架橋分別連接三個硫醚結構而成。

## 性質

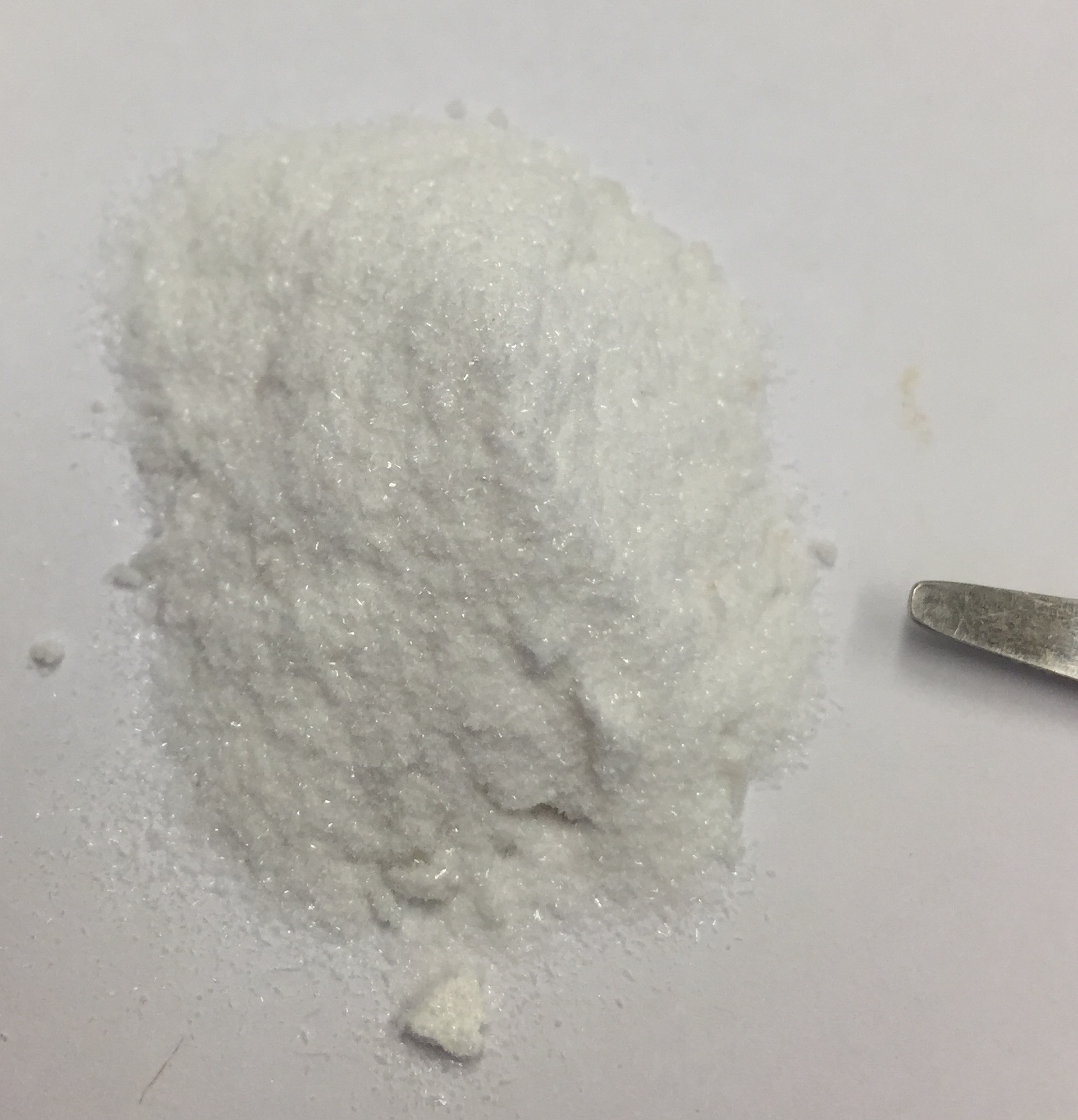
1,3,5-三硫雜環己烷樣本

1,3,5-三硫雜環己烷可在酸性環境中以硫化氫與甲醛的反應製備而成。
3 HCHO + 3 H2S →  C3H6S3 + 3 H2O
此化合物可作為有機合成的建構組元，用於甲醯基化合物的製備。一個例子是有機鋰試劑將三硫雜環己烷去質子後成為鋰衍生物，其後再對其進行烷基化（而除了三硫雜環己烷外其他雙縮硫醛也可進行類似反應）：
(CH2S)3 + RLi → (CH2S)2(CHLiS) + RH
(CH2S)2(CHLiS) + R'Br → (CH2S)2(CHR'S) + LiBr
(CH2S)2(CHR'S) + H2O → R'CHO + …
此化合物也可備出其他有機硫試劑，如在水中進行氯化可形成氯甲基硫醯氯：
(CH2S)3 + 9 Cl2 + 6 H2O → 3 ClCH2SO2Cl + 12 HCl
此化合物去質子化及烷基化後可得(SCH2)n(SCHR)3-n。
當1,3,5-三硫雜環己烷以甲醛外的醛或以非對稱酮製備時，會具有兩種同分異構物：α-結構較不穩定，熔點較低，溶解性較高，β-結構則相反。

## 衍生物
除了1,3,5-三硫雜環己烷外，亦有其他同為三硫雜環己烷的衍生物，為其他單價官能基替代1,3,5-三硫雜環己烷的氫原子；例如三聚硫代丙酮（2,2,4,4,6,6-六甲基-1,3,5-三硫雜環己烷），為硫代丙酮的三聚物（如圖）。另外亦有金剛烷相關結構的衍生物。